# Sempervivum christii
Sempervivum christii är en fetbladsväxtart som beskrevs av Nathanael Matthaeus von Wolf. Sempervivum christii ingår i släktet taklökar, och familjen fetbladsväxter. Inga underarter finns listade i Catalogue of Life.